# Rosengarten (Baden-Württemberg)
Rosengarten è un comune tedesco di recente costituzione. Conta 5 281 abitanti, ed è situato nel land del Baden-Württemberg. 
Fu costituito il 1º gennaio 1972 con l'unione dei precedenti comuni di Rieden, Utterhofen e Westheim, che ne sono diventati frazioni.